# Neoamblypygi
Neoamblypygi is een infraorde van de zweepspinnen (Amblypygi), onderorde Euamblypygi. De infraorde bestaat uit 107 nog levende en 3 fossiele soorten.

## Taxonomie
- Superfamilie Charontoidea
  - Familie Charontidae - Simon, 1892
    - Geslacht Charon - Karsch, 1879
      - Charon annulipes - Lauterer, 1895
      - Charon gervaisi - Harvey & West, 1998
      - Charon grayi - (Gervais, 1842)
      - Charon oenpelli - Harvey & West, 1998
      - Charon trebax - Harvey & West, 1998

    - Geslacht Stygophrynus - Kraepelin, 1895
      - Stygophrynus forsteri - Dunn, 1949
      - Stygophrynus moultoni - Gravely, 1915
      - Stygophrynus brevispina - Weygoldt, 2002
      - Stygophrynus cavernicola - (Thorell, 1889)
      - Stygophrynus cerberus - Simon, 1901
      - Stygophrynus dammermani - Roewer, 1928
      - Stygophrynus longispina - Gravely, 1915
- Superfamilie Phrynoidea
  - Familie Phrynichidae
    - Geslacht Damon - C.L. Koch, 1850
      - Damon annulatipes - (Wood, 1869)
      - Damon brachialis - Weygoldt, 1999
      - Damon diadema - (Simon, 1876)
      - Damon gracilis - Weygoldt, 1998
      - Damon johnsonii - (Pocock, 1894)
      - Damon longispinatus - Weygoldt, 1998
      - Damon medius - (Herbst, in Lichtenstein & Herbst 1797)
      - Damon tibialis - (Simon, 1876)
      - Damon uncinatus - Weygoldt, 1999
      - Damon variegatus - (Perty, 1834)

    - Geslacht Euphrynichus - Weygoldt, 1995
      - Euphrynichus amanica - (Werner, 1916)
      - Euphrynichus bacillifer - (Gerstaecker, 1873)

    - Geslacht Musicodamon - Fage, 1939
      - Musicodamon atlanticus - Fage, 1939

    - Geslacht Phrynichodamon - Weygoldt, 1996
      - Phrynichodamon scullyi - (Purcell, 1902)

    - Geslacht Phrynichus - Karsch, 1879
      - Phrynichus brevispinatus - Weygoldt, 1998
      - Phrynichus ceylonicus - (C.L.Koch, 1843)
      - Phrynichus deflersi - Simon, 1887
      - Phrynichus dhofarensis - Weygoldt, Pohl & Polak, 2002
      - Phrynichus exophthalmus - Whittick, 1940
      - Phrynichus gaucheri - Weygoldt, 1998
      - Phrynichus heurtaultae - Weygoldt, Pohl & Polak, 2002
      - Phrynichus jayakari - Pocock, 1894
      - Phrynichus longespina - (Simon, 1936)
      - Phrynichus lunatus - (Pallas, 1772)
      - Phrynichus madagascariensis - Weygoldt, 1998
      - Phrynichus nigrimanus - (C.L.Koch, 1847)
      - Phrynichus orientalis - Weygoldt, 1998
      - Phrynichus phipsoni - Pocock, 1894
      - Phrynichus pusillus - Pocock, 1894
      - Phrynichus reniformis - (Linnaeus, 1758)
      - Phrynichus scaber - (Gervais, 1844)
      - Phrynichus spinitarsus - Weygoldt, 1998

    - Geslacht Trichodamon - Mello-Leitão, 1935
      - Trichodamon froesi - Mello-Leitao, 1940
      - Trichodamon princeps - Mello-Leitao, 1935
      - Trichodamon pusillus - Mello-Leitao, 1936

    - Geslacht Xerophrynus - Weygoldt, 1996
      - Xerophrynus machadoi - (Fage, 1951)

  - Familie Phrynidae
    - Geslacht Acanthophrynus - Kraepelin, 1899
      - Acanthophrynus coronatus - (Butler, 1873)

    - Geslacht Electrophrynus  † - Petrunkevitch, 1971
      - Electrophrynus mirus  † - Petrunkevitch, 1971

    - Geslacht Heterophrynus - Pocock, 1894
      - Heterophrynus alces - Pocock, 1902
      - Heterophrynus armiger - Pocock, 1902
      - Heterophrynus batesii - (Butler, 1873)
      - Heterophrynus brevimanus - Mello-Leitao, 1931
      - Heterophrynus cervinus - Pocock, 1894
      - Heterophrynus cheiracanthus - (Gervais, 1842)
      - Heterophrynus elaphus - Pocock, 1903
      - Heterophrynus gorgo - (Wood, 1869)
      - Heterophrynus pumilio - (C.L.Koch, 1840)
      - Heterophrynus seriatus - Mello-Leitao, 1940
      - Heterophrynus vesanicus - Mello-Leitao, 1941

    - Geslacht Paraphrynus - Moreno, 1940
      - Paraphrynus azteca - (Pocock, 1894)
      - Paraphrynus baeops - Mullinex, 1975
      - Paraphrynus chacmool - (Rowland, 1973)
      - Paraphrynus chiztun - (Rowland, 1973)
      - Paraphrynus cubensis - Quintero, 1983
      - Paraphrynus emaciatus - Mullinex, 1975
      - Paraphrynus grubbsi - Cokendolpher & Sissom, 2001
      - Paraphrynus intermedius - (Franganillo, 1926)
      - Paraphrynus laevifrons - (Pocock, 1894)
      - Paraphrynus macrops - (Pocock, 1894)
      - Paraphrynus mexicanus - (Bilimek, 1867)
      - Paraphrynus pococki - Mullinex, 1975
      - Paraphrynus raptator - (Pocock, 1902)
      - Paraphrynus reddelli - Mullinex, 1979
      - Paraphrynus robustus - (Franganillo, 1931)
      - Paraphrynus subspinosus - Franganillo, 1936
      - Paraphrynus velmae - Mullinex, 1975
      - Paraphrynus viridiceps - (Pcocok, 1894)
      - Paraphrynus williamsi - Mullinex, 1975

    - Geslacht Phrynus - Lamarck, 1801
      - Phrynus asperatipes - Wood, 1863
      - Phrynus barbadensis - (Pocock, 1894)
      - Phrynus cozumel - Armas, 1995
      - Phrynus damonidaensis - Quintero, 1981
      - Phrynus eucharis - Armas & Gonzalez, 2001
      - Phrynus fossilis  † - Keferstein, 1828
      - Phrynus fuscimanus - C.L.Koch, 1847
      - Phrynus garridoi - Armas, 1994
      - Phrynus gervaisii - (Pocock, 1894)
      - Phrynus goesii - Thorell, 1889
      - Phrynus hispaniolae - Armas & Gonzalez, 2001
      - Phrynus kennidae - Armas & Gonzalez, 2001
      - Phrynus levii - Quintero, 1981
      - Phrynus longipes - (Pocock, 1894)
      - Phrynus maesi - Armas, 1995
      - Phrynus marginemaculatus - C.L.Koch, 1840
      - Phrynus noeli - Armas & Perez, 1994
      - Phrynus operculatus - Pocock, 1902
      - Phrynus palenque - Armas, 1995
      - Phrynus parvulus - Pocock, 1902
      - Phrynus pavesii - Fenizia, 1897
      - Phrynus pinarensis - Franganillo, 1940
      - Phrynus pinero - Armas & Avila Calvo, 2000
      - Phrynus pseudoparvulus - Armas & Viquez, 2001
      - Phrynus pulchripes - (Pocock, 1894)
      - Phrynus resinae  † - (Schawaller, 1979)
      - Phrynus santarensis - (Pocock, 1894)
      - Phrynus tessellatus - (Pocock, 1894)
      - Phrynus viridescens - Franganillo, 1931
      - Phrynus whitei - Gervais, 1842
      - Tarantula cordata - Lichtenstein, 1796